# Chaguanas
Chaguanas es un borough y una localidad de Trinidad y Tobago.

## Geografía
El borough abarca parte de la isla Trinidad y limita al norte con las regiones de San Juan-Laventille, Tunapuna-Piarco y Couva-Tabaquite-Talparo, al sur y al este con la región de Couva-Tabaquite-Talparo y al oeste con la región de San Juan-Laventille y el golfo de Paria.

## Organización territorial
Consta de diecinueve localidades:
- Chaguanas
- Charlieville
- Cunupia (parcial)
- Edinburgh 500
- Edinburgh Gardens
- Endeavour Village
- Enterprise
- Esmeralda
- Felicity
- Homeland Gardens
- Jerningham Junction
- Lange Park
- Lendore Village
- Longdenville (parcial)
- Montrose Village
- Munroe Settlement
- Petersfield
- St. Charles Village
- St. Thomas Village

## Demografía

### Borough
Datos demográficos del borough de Chaguanas:
| Gráfica de evolución demográfica de Chaguanas entre 2000 y 2011 |
|                                                                 |

### Localidad
Datos demográficos de la localidad de Chaguanas:
| Gráfica de evolución demográfica de Chaguanas entre 2000 y 2011 |
|                                                                 |